# بریت مک هنری
بریت مک هنری (انگلیسی: Britt McHenry؛ زادهٔ ۲۸ مهٔ ۱۹۸۶) روزنامه‌نگار، بازیکن فوتبال، و مفسر ورزشی اهل ایالات متحده آمریکا است.